# Xã Lick Mountain, Quận Conway, Arkansas
Xã Lick Mountain (tiếng Anh: Lick Mountain Township) là một xã thuộc quận Conway, tiểu bang Arkansas, Hoa Kỳ. Năm 2010, dân số của xã này là 825 người.